# Man in Korean Costume
Man in Korean Costume (littéralement « Homme en costume coréen ») est un dessin de Pierre Paul Rubens exécuté vers 1617, et acquis par le J. Paul Getty Museum à Los Angeles en 1983.

## La question du sujet de l'œuvre
La peinture est d'abord décrite comme étant le portrait d'un ambassadeur du royaume de Siam présent à la cour du roi Charles Ier d'Angleterre, mais cette possibilité est écartée par la suite en raison de l'absence de personnes venant de ce pays à dans la cour de l'époque. Des études postérieurs se concentrant sur la coupe du costume et sur la coiffure ont indiqué une mode existante lors de la période Joseon, vers les XVe et XVIe siècles.
Deux théories sont proposées pour identifier le sujet de l'œuvre, impliquant à chaque fois la figure d'un esclave coréen. Dans le premier cas, il pourrait s'agir d'un esclave servant comme traducteur pour les hollandais au Japon. Dans le second cas, il s'agirait d'un portrait d'Antonio Corea, esclave acheté par Francesco Carletti lors de son escale à Nagasaki, et dont il est question dans son journal de voyage Voyage autour du monde.

## Le travail autour de l'œuvre
Le dessin est réutilisé par Rubbens lors de l'exécution de deux autres œuvres représentant des missionnaires ayant exercé en Extrême-Orient. La première représente le missionnaire Nicolas Trigault, et le costume est réutilisé. La seconde représente François Xavier, et c'est pour représenter un homme au centre du tableau que le travail est employé.

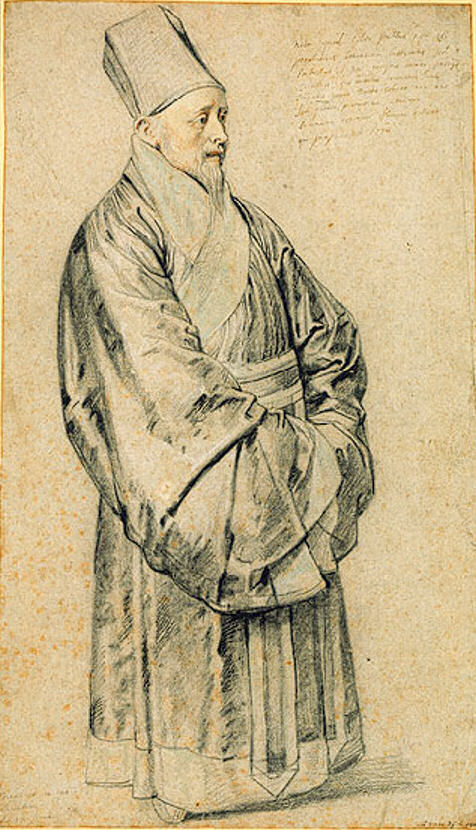
Portrait de Nicolas Trigault.
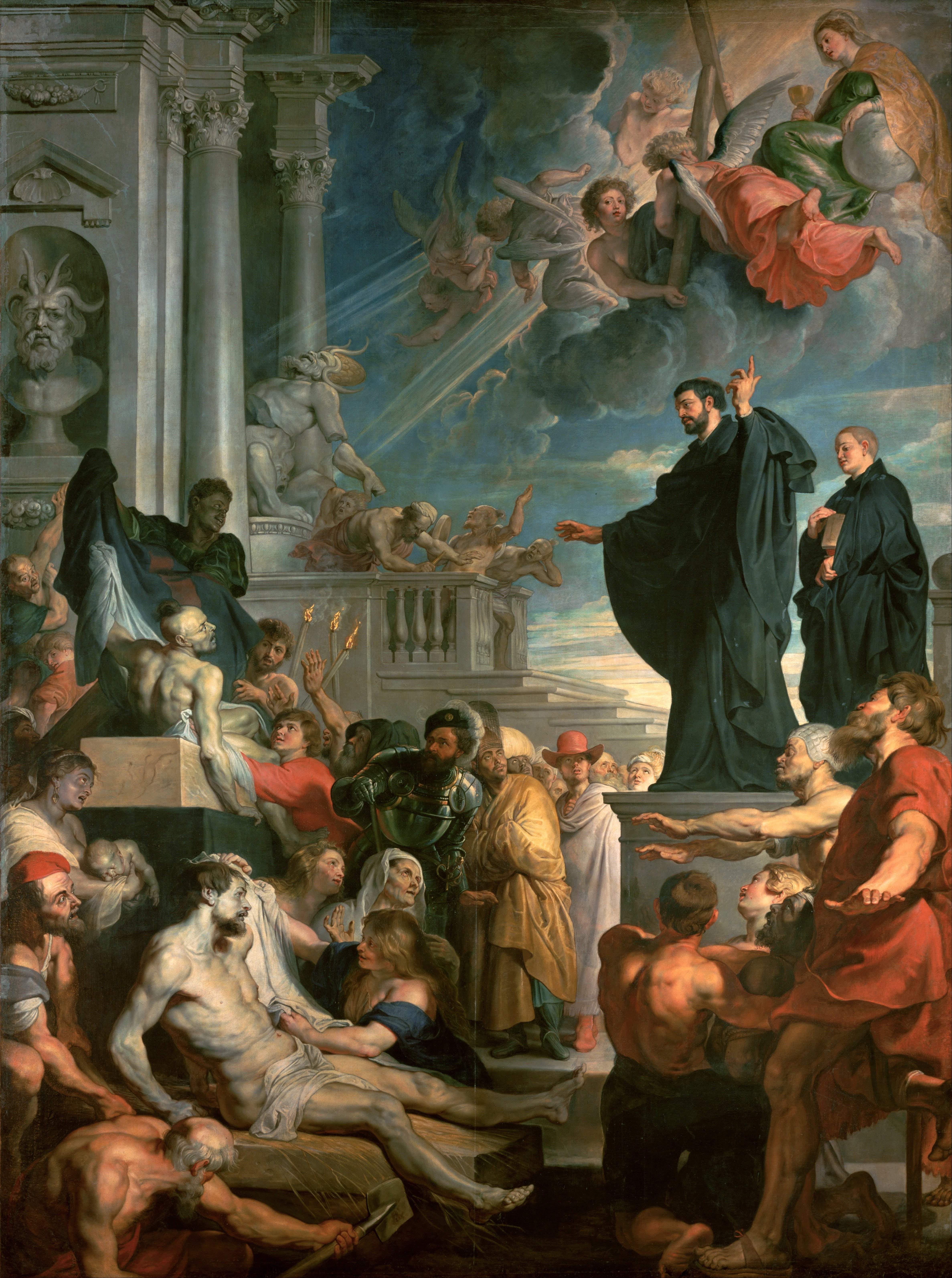
Les miracles de François Xavier.

## Sources
1. 1 2  (en) Scarlet Cheng, « Getty's Peter Paul Rubens work is subject of intrigue », dans The Los Angeles Times, le 31 mars 2013, consulté sur articles.latimes.com le 17 mars 2016
2. 1 2  (en) Sharon Mizota, Costume drama: Rubens and Korea ; A mysterious drawing inspires a show at the Getty, dans Art News, mars 2013, consulté sur www.artnews.com le 17 septembre 2016